# Лавиротт, Эмиль
Эмиль Лавиротт (фр. Émile Lavirotte; 1870, Лион — 1944) — французский предприниматель, пионер автомобилестроения.

## Биография
Работал шелковой промышленности. После прохождения военной службы начал заниматься производством различного оборудования и инструментов. Страстный механик, сконструировал свой первый двигатель.
С 1894 года вместе со своим другом Морисом Аудибертом начали собирать в Лионе легковые автомобили «Одибер э Лавиротт» («Audibert et Lavirotte») по образцу немецких машин «Бенц» (Benz).
В 1896 году появился их 8-местный омнибус с горизонтальным 2-цилиндровым мотором под полом салона и цепным приводом задних колёс, за которым последовал легкий фургон. В 1900—1901 годах на созданной ими фирме «Одибер э Лавиротт» собрали ещё несколько фургонов и автобусов с вертикальными 2- и 4-цилиндровыми бензиновыми моторами переднего расположения. Их фирма была первым автомобильным предприятием, которая достигла в Лионе промышленного размера. В их мастерских, расположенных в районе Монплезир, было изготовлено 250—300 автомобилей.
В 1901 году успешно развивавшаяся фирма из-за недостатка капитала разорилась. Её предприятие выкупил молодой инженер Мариус Берлие (Berliet).
С декабря 1902 года работал коммерческим агентом Berliet, занимался продажами автомобилейи, а также лодок, оснащенных двигателями Berliet. Представлял фирму Berliet в Англии.
Затем стал коммерческим директором фирмы Berlietи путешествовал по всей Европе, бывал в России и Северной Африке.
До нынешнего времени сохранилось три полностью отреставрированных автомобиля марки «Audibert et Lavirotte».
Один из них хранится в автомобильном музее Роштайе-сюр-Сон, недалеко от Лиона, другой принадлежит автомобильному музею в Ле-Мане, а третья — частному коллекционеру.
- Иллюстрация в журнале Le Journal de géographie, декабрь 1896 г.
- Audibert et Lavirotte 1894 - Бензиновый трицикл (Tricycle à pétrole)
- Двухместный Audibert et Lavirotte 1896
- Омнибус Audibert et Lavirotte 1896
- Audibert et Lavirotte 1901 - мощностью 30 л.с.